# Deggial
Deggial — девятый студийный альбом шведской симфоник-метал-группы Therion. Был выпущен в 2000 году и стал первым альбомом группы, записанным без Петра Вавженюка, но с братьями Ниеманнами.
В записи песни «Flesh of the Gods» принял участие вокалист Ханси Кюрш из немецкой группы Blind Guardian.

## Список композиций
Композитор всех песен (кроме «O Fortuna») — Кристофер Йонсон, автор текстов — Томас Карлсон. Все тексты посвящены древней мифологии и мистическим учениям.
| 1. Seven Secrets of the Sphinx     | 3:34 | Сфинкс в египетской и греческой мифологии — мудрое волшебное существо с телом льва и головой человека, говорящее загадками. |
| 2. Eternal Return                  | 7:10 | «Вечное возвращение» — теория о цикличности времени и событий в мировых мифологиях.                                         |
| 3. Enter Vril-Ya                   | 6:36 | Песня о тайном подземном царстве Агарти в мистическом учении Вриль.                                                         |
| 4. Ship of Luna                    | 6:28 | В античной мифологии, Луна (Селена) — богиня, плывущая по ночному небу на корабле.                                          |
| 5. the Invincible                  | 5:09 | Непобедимый — один из кённингов (поэтических прозвищ) Одина.                                                                |
| 6. Deggial                         | 5:03 | Даджаль — в исламе одноглазый лжепророк, который будет смущать людей ложью о смерти Бога.                                   |
| 7. Emerald Crown                   | 5:29 | Песня об изумрудной короне падшего ангела, которую ищут святые паладины Грааля.                                             |
| 8. the Flight of the Lord of Flies | 1:20 | Повелителем мух называют библейского демона Вельзевула.                                                                     |
| 9. Flesh of the Gods               | 4:04 | В тайных подземельях Сета растёт пища богов. Тот, кто вкусит её, сам станет одним из них.                                   |
| 10. Via Nocturna                   | 9:30 | лат. Via Nocturna — Ночная тропа. По ней в ночь Пана шествуют сатиры и фавны на свои оргии.                                 |
| 11. O Fortuna                      | 3:20 | Кавер-версия известной увертюры к кантате Карла Орффа «Carmina Burana».                                                     |

## Дополнительные факты
- Вступление к песне «The Flesh of the Gods» используется в качестве одной из постоянных музыкальных заставок в радиопередаче «Прицел» («Радио России»).

## Участники записи
- Кристофер Йонсон — гитара, клавишные
- Кристиан Ниеманн — лид-гитара
- Йохан Ниеманн — бас-гитара, акустическая гитара
- Сами Карпинен — ударные

### Приглашённые музыканты
- Ханси Кюрш — вокал («Flesh of the Gods»)
- Ян Кадза — акустическая гитара
- Александр Шиммеро — фортепиано

## Позиции в чартах
| Чарт                          | Позиция |
| ----------------------------- | ------- |
| Германия (Offizielle Top 100) | 43      |